# 水稗
水稗（学名：Echinochloa phyllopogon）为禾本科稗属下的一个种。

## 扩展阅读
維基物種上的相關：水稗
[在维基数据编辑]
 《植物名實圖考·水稗》，出自吳其濬《植物名實圖考》